# Launet
Der Launet ist ein kleiner Fluss in Frankreich, der im Département Landes in der Region Nouvelle-Aquitaine verläuft. Er entspringt an der Gemeindegrenze von Estigarde und Herré, entwässert generell in nordwestlicher Richtung durch das gering besiedelte Waldgebiet Landes de Gascogne und mündet nach rund 18 Kilometern  im Gemeindegebiet von Saint-Gor als linker Nebenfluss in den Estampon.

## Orte am Fluss
(Reihenfolge in Fließrichtung)
- Lauga, Gemeinde Estigarde
- Pricherot, Gemeinde Estigarde
- Vielle-Soubiran